# جيرا (تشيلو)
جيرا (بالفارسية: جیرا) هي منطقة سكنية تقع في إيران في قسم تشيلو الريفي.